# Тогуз-Булак (Тюпский район)
Тогуз-Булак (кирг. Тогуз-Булак, до 199? г. — Николаевка) — село в Тюпском районе Иссык-Кульской области Киргизии. Административный центр Тогуз-Булакского аильного округа. Код СОАТЕ — 41702 225 847 01 0.
Поселение основано в 1907 году выходцами из семиреченских станиц как выселок Волковский, затем переименовано в станицу Николаевскую (Никольскую).

## Население
По данным переписи 2022 года, в селе проживало 1 508 человек.

## История
Переселенческое село Николаевка основано в 1907 г. донскими казаками. Основан  казаками Верненского уезда Семиреченской области  в 1907 г. как казачий выселок Волковский, затем станица Николаевская (Никольская).